# 정부세종청사정류장
정부세종청사정류장은 세종특별자치시 어진동 정부세종청사 앞에 위치한 정류소로 고속버스 전산망상의 터미널 번호는 353이다.
2012년 정안 나들목과 연결되는 정안세종로(국도 제43호선)가 개통함에 따라 고속도로 접근성이 용이해져 정부세종청사 앞에 시외버스정류장을 설치하기로해 2012년 12월 18일에 설치되었다. 본래 매표소가 정부세종청사 내부의 종합안내실에 설치되어 있어 공무원이 아닌 일반인이 이 곳에서 매표하려면 신분증을 지참해야 하는 불편함이 있었으나 2014년 10월 21일부터 제6동 환경부 청사 앞에 별도로 무인발권기를 새로 설치하였다. 무인발권기로 발권 시 카드로만 결제가 가능하다. 부산광역시, 창원시를 오가는 고속버스를 타려면 대평동에 위치한 세종고속시외버스터미널로 가야 한다.
이용객이 늘어나면서 휴게 및 편의시설이 부족하다는 불편사항이 제기되어, 기존 무인간이정류소로부터 남서쪽으로 100m 이전한 세종특별자치시 한누리대로 456 (어진동 561)에, 행정중심복합도시건설청과 한국토지주택공사가 공동으로 2016년 6월부터 착공하였다. 발권직원이 상주하는 매표소와 화장실, 대합실 등 휴게시설을 갖춘 새 정류장은 2016년 9월 30일에 개장하여 운영하고있다. 기존에 사용하던 무인발권부스도 새로 준공한 정류장 바깥으로 옮겨 설치하여 계속 운영하고 있다.
서울경부 - 세종의 일부 시간대에는 어진동 대신 반곡동 한국환경정책·평가연구원에서 중간 승하차한다.
프리미엄 고속버스 역시 청사 경유편에만 운행하고 있다. 한국환경정책·평가연구원 경유편은 프리미엄 고속버스를 운행하지 않는다.

## 주요 운행 노선

### 고속버스
| 운행 노선           | 운행업체                                                                  | 운행구간 | 운행구간 | 운행구간 | 경유지 | 배차 간격 (분) | 시간표                                              |
| ------------------- | ------------------------------------------------------------------------- | -------- | -------- | -------- | ------ | -------------- | --------------------------------------------------- |
| 세종청사 ↔ 서울경부 | 금호고속 동양고속 동부고속 중앙고속 삼화고속 속리산고속 천일고속 한일고속 | 세종청사 | ↔        | 서울경부 | 무정차 | 20~30          | 첫차:06:05(세종청사 기준) 막차:22:05(세종청사 기준) |

### 시외버스
| 운행 노선               | 운행업체                                              | 운행구간 | 운행구간 | 운행구간     | 경유지                       | 배차 간격 (분) | 시간표                                                               |
| ----------------------- | ----------------------------------------------------- | -------- | -------- | ------------ | ---------------------------- | -------------- | -------------------------------------------------------------------- |
| 세종청사 ↔ 동서울       | 금남고속 삼흥고속                                     | 세종청사 | ↔        | 동서울       | 무정차                       | 4회            | 07:25, 10:25, 15:15, 18:40                                           |
| 세종청사 ↔ 서울남부     | 금남고속 금호고속 삼흥고속 중부고속 충남고속 한양고속 | 세종청사 | ↔        | 서울남부     | 무정차                       | 10회           | 06:45, 08:05, 09:15, 09:55, 11:15, 15:45, 16:45, 18:10, 19:05, 20:25 |
| 세종청사 ↔ 성남         | 금남고속 중부고속                                     | 세종청사 | ↔        | 성남         | 무정차                       | 2회            | 11:55, 15:55                                                         |
| 세종청사 ↔ 수원         | 금남고속 삼흥고속                                     | 세종청사 | ↔        | 수원         | 오산                         | 4회            | 07:55, 09:45, 17:05, 18:45                                           |
| 세종청사 ↔ 용인         | 경남여객 금남고속                                     | 세종청사 | ↔        | 용인         | 신갈                         | 7회            | 06:55, 08:25, 10:15, 13:05, 14:45, 16:25, 19:35                      |
| 세종청사 ↔ 부천         | 금남고속 한양고속                                     | 세종청사 | ↔        | 부천         | 무정차                       | 2회            | 08:25, 12:35                                                         |
| 세종청사 ↔ 안양         | 금남고속 중부고속 한양고속                            | 세종청사 | ↔        | 안양         | 무정차                       | 1회            | 08:05, 13:05, 19:20                                                  |
| 세종청사 ↔ 의정부       | 대원고속                                              | 세종청사 | ↔        | 의정부       | 구리                         | 2회            | 12:05, 19:15                                                         |
| 세종청사 ↔ 인천         | 금남고속 중부고속 한양고속                            | 세종청사 | ↔        | 인천         | 무정차                       | 4회            | 07:40, 14:05, 16:00, 17:40                                           |
| 세종청사 ↔ 인천국제공항 | 금남고속 중부고속 한양고속                            | 세종청사 | ↔        | 인천국제공항 | 무정차                       | 3회            | 06:35, 08:15, 13:55                                                  |
| 세종청사 ↔ 고양         | 한양고속                                              | 세종청사 | ↔        | 고양         | 무정차                       | 3회            | 08:00, 12:50, 15:10                                                  |
| 세종청사 ↔ 춘천         | 강원고속 금남고속 서울고속                            | 세종청사 | ↔        | 춘천         | 무정차                       | 4회            | 08:40, 10:40, 16:40, 18:40                                           |
| 세종청사 ↔ 원주         | 대원고속                                              | 세종청사 | ↔        | 원주         | 무정차                       | 1회            | 18:35                                                                |
| 세종청사 ↔ 천안         | 금남고속 중부고속 삼흥고속 충남고속                   | 세종청사 | ↔        | 천안         | 통합병원, 봉암, 조치원, 전의 | 6회            | 07:55, 11:05, 13:05, 15:05, 18:45, 21:10                             |
| 세종청사 ↔ 천안         | 금남고속 중부고속 삼흥고속 충남고속                   | 세종청사 | ↔        | 천안         | 무정차                       | 3회            | 09:15, 11:59, 20:10                                                  |
| 세종청사 ↔ 계룡         | 중부고속                                              | 세종청사 | ↔        | 계룡         | 세종, 동학사, 남선, 엄사     | 2회            | 12:30, 20:10                                                         |
| 세종청사 ↔ 논산         | 삼흥고속                                              | 세종청사 | ↔        | 논산         | 세종, 공주                   | 2회            | 09:35, 16:20                                                         |
| 세종청사 ↔ 부여         | 금남고속 삼흥고속                                     | 세종청사 | ↔        | 부여         | 세종, 장기, 공주대학교, 공주 | 20~30          | 첫차:07:45(세종청사 기준) 막차:20:45(세종청사 기준)                  |
| 세종청사 ↔ 대전         | 금남고속 중부고속 한양고속                            | 세종청사 | ↔        | 대전         | 세종                         | 9회            | 08:45, 09:50, 11:10, 13:00, 14:25, 15:50, 18:00, 20:10, 21:15        |
| 세종청사 ↔ 서대전       | 금남고속 중부고속 충남고속                            | 세종청사 | ↔        | 서대전       | 세종, 유성, 대전청사         | 5회            | 08:20, 09:50, 11:40, 15:00, 21:40                                    |
| 세종청사 ↔ 조치원       | 삼흥고속                                              | 세종청사 | ↔        | 조치원       | 통합병원, 봉암               | 1회            | 07:00                                                                |
| 세종청사 ↔ 충북혁신도시 | 서울고속 충북리무진                                   | 세종청사 | ↔        | 충북혁신도시 | 오송역                       | 2회            | 07:30, 20:20                                                         |
| 세종청사 ↔ 청주         | 삼흥고속                                              | 세종청사 | ↔        | 청주         | 통합병원, 봉암, 조치원       | 20~30          | 첫차:06:45(세종청사 기준) 막차:21:05(세종청사 기준)                  |
| 세종청사 ↔ 전주         | 금남고속                                              | 세종청사 | ↔        | 전주         | 세종                         | 1회            | 13:20                                                                |
| 세종청사 ↔ 군산         | 충남고속                                              | 세종청사 | ↔        | 군산         | 세종, 서천, 장항             | 1회            | 08:05                                                                |
| 세종청사 ↔ 광주광역시   | 금호고속                                              | 세종청사 | ↔        | 광주광역시   | 세종, 공주                   | 3회            | 09:15, 14:00, 20:30                                                  |
| 세종청사 ↔ 동대구       | 경북고속                                              | 세종청사 | ↔        | 동대구       | 세종, 구미                   | 3회            | 08:05, 13:45, 18:15                                                  |
| 세종청사 ↔ 포항         | 아성고속 천마고속 금남고속 한양고속                   | 세종청사 | ↔        | 포항         | 세종, 경주                   | 4회            | 09:05, 11:05, 15:05, 19:05                                           |

## 사진

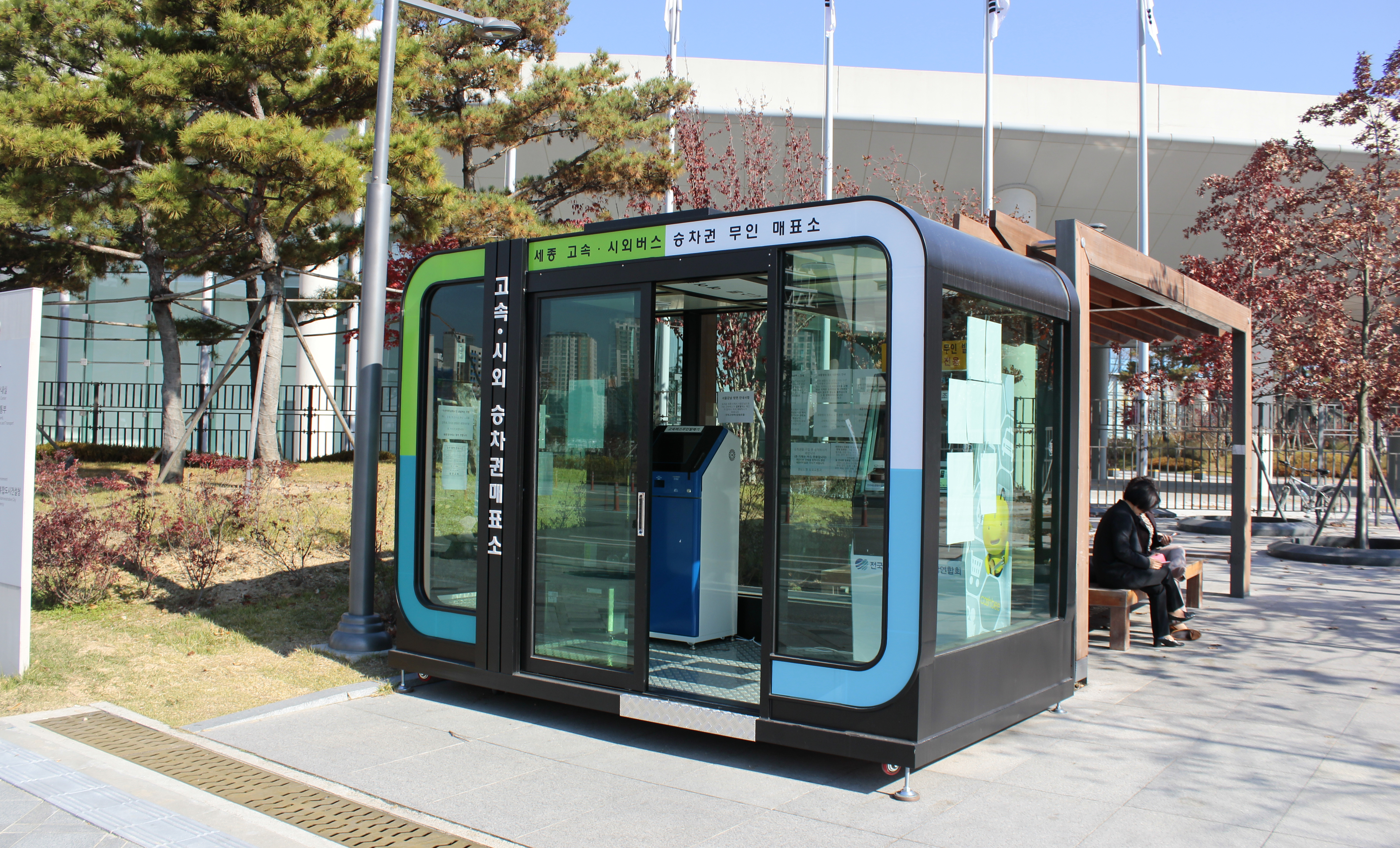
무인간이정류소 시절의 발권부스
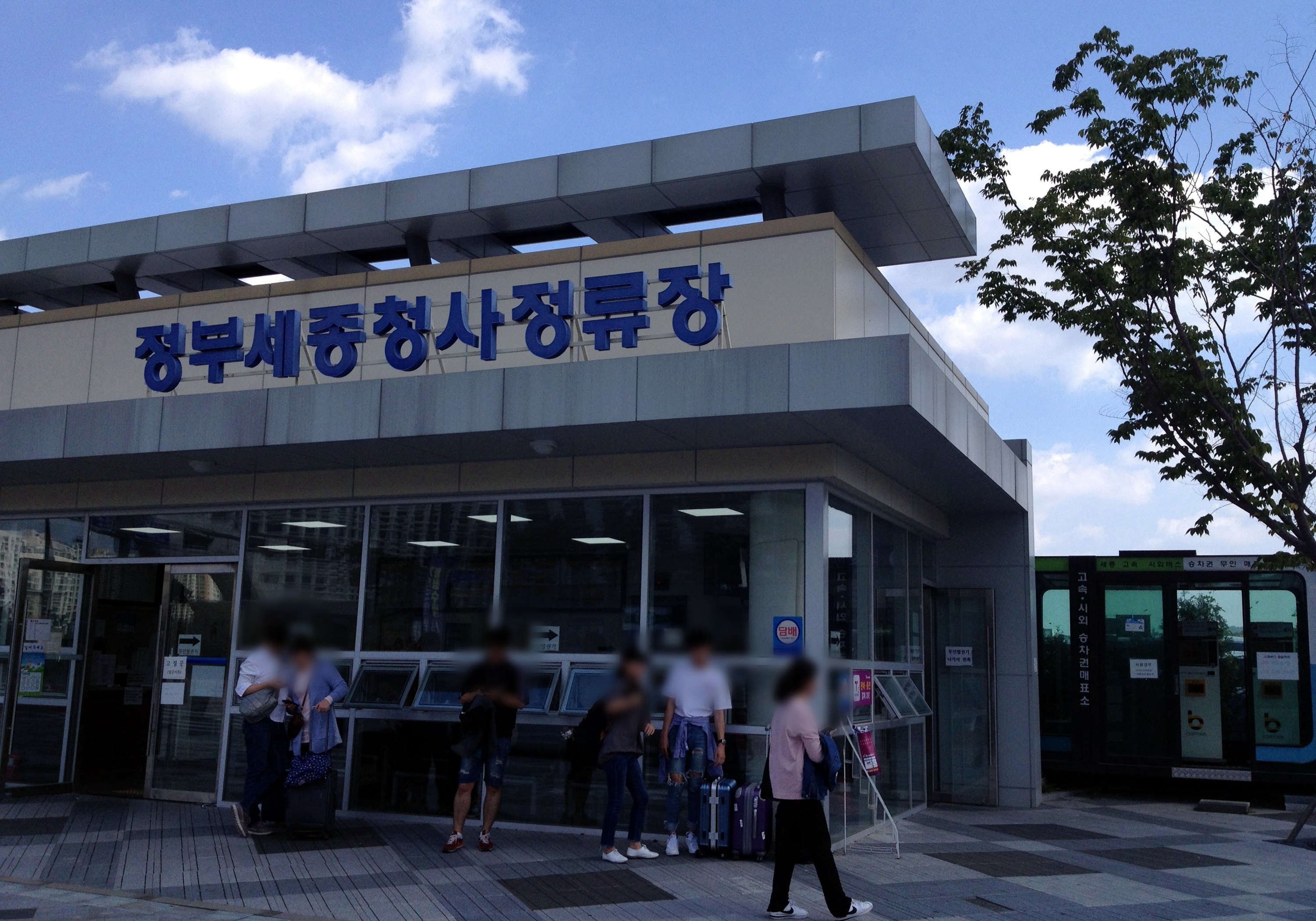
매표소 및 발권기